# SNCB 51 sorozat
A SNCB 51 sorozat egy belga Co'Co' tengelyelrendezésű dízelmozdony-sorozat volt. 1961 és 1963 között gyártotta a Cockerill az SNCB részére. 2003-ban selejtezték a sorozatot. Néhány példányt eladtak Olaszországba, néhány pedig vasúti múzeumba került.